# Абу Абдаллах Мухаммад ібн Ахмад Джайгані

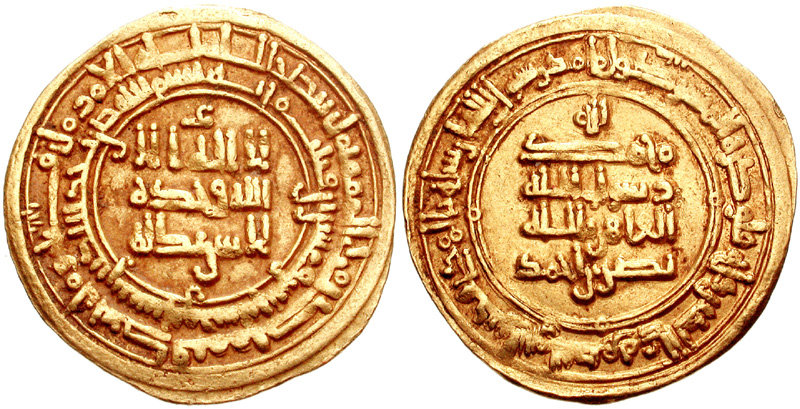
Монети, викарбувані під час правління Наср II Самані

Абу Абдаллах Мухаммад ібн Ахмад Джайгані (перс. ابوعبدالله محمد بن احمد جیهانی) — перський візир у Саманідській імперії в 914—922 рік, автор нині втраченої об'ємної географічної праці під назвою «Книга шляхів та країн», яка є важливим джерелом історії Центральної Азії та Східної Європи 9 століття. Ця робота частково збереглася у книгах пізніших авторів. Син та онук Джайгані також служили візирями.
У книзі «Книга шляхів та країн» є цікавий уступ про поділ Русі на три частини:

| Руси складаються з трьох родів: 1) з русів, що мешкають найближче до Булгара; їх володар живе в місті, званім Куяб, воно більше від Булгара, 2) Славії й 3) Танії (чи Табії) |